# Юджесой, Ышыл
Ышы́л Юджесо́й (тур. Işıl Yücesoy; род. 2 октября 1945, Кыркларели) — турецкая актриса

 театра, кино, телевидения и озвучивания, певица

, драматург и преподаватель актёрского мастерства.

## Биография и карьера
Ышыл Юджесой родилась 2 октября 1945 года в Кыркларели (Турция) в семье учителя музыки Селахаттина Юджесоя и его жены Фатмы Реззан Юджесой (1924 / 1925 — 20 февраля 2016). У неё была младшая сестра — Алев Юджесой (1950 / 1951 — 12 февраля 2016, умерла от рака лёгких в 65-летнем возрасте). Является внучкой по отцовской линии музыканта Гирифцена Асым-бея (1851—1929), племянницей актрисы Муаззез Куртоглу (1920—1996) и двоюродной сестрой актёра Джема Куртоглу (род. 1959).
В 1969 году, вскоре после окончания Анкарской консерватории, Юджесой начала актёрскую карьеру в Главной дирекции государственных театров. В 1975 году она начала карьеру певицы. С 1981 года снимается в фильмах и телесериалах. В 1980-х годах Юджесой написала около пятнадцати радиоспектаклей для программы «Позади завтра» и сыграла в них. Также она шестнадцать лет проработала преподавателем актёрского мастерства в колледже Эйюбоглу.
С 1989 по 2011 год Юджесой была замужем за журналистом и писателем Танжу Джылызоглу (1936—2021) и в этом браке у неё родилась дочь — Меневиш Джылызоглу. 23 января 2021 года 85-летний Джылызоглу умер от рака.

## Фильмография
| Год       |   | Русское название                    | Оригинальное название  | Роль                   |
| --------- | - | ----------------------------------- | ---------------------- | ---------------------- |
| 1981      | ф | Мильджан                            | Milcan                 |                        |
| 1982      | с | Заголовок в восьми столбцах         | Sekiz Sütuna Manşet    |                        |
| 1984      | ф | Автобус для средств к существованию | Geçim Otobüsü          | Назлы                  |
| 1999      | с | Наша улица                          | Bizim Sokak            |                        |
| 1999—2004 | с | Отчим                               | Üvey Baba              | Ханымага (Азизе)       |
| 2004      | ф | Я боюсь, мама                       | Korkuyorum Anne        | Нериман                |
| 2004—2005 | с | Узоры из роз                        | Çemberimde Gül Oya     | Сема Байрактар         |
| 2005      | с | Осенний огонь                       | Güz Yangını            | Дила                   |
| 2006      | с | Мечтательный                        | Rüya Gibi              | Ихья                   |
| 2007—2008 | с | Муж по принуждению                  | Zoraki Koca            | Саадет                 |
| 2008      | с | Бутон гвоздики                      | Gonca Karanfil         | Фирузе                 |
| 2008—2009 | с | Мой компаньон                       | Yol Arkadaşım          | Налан                  |
| 2010      | ф | Спящая принцесса                    | Prensesin Uykusu       | призрак                |
| 2010—2012 | с | Небесная любовь                     | Yer Gök Aşk            | Хамиет Ханджыоглу      |
| 2014      | ф | Шепни, если забуду                  | Unutursam Fısılda      | Ханифе                 |
| 2014—2015 | с | Грязные деньги и любовь             | Kara Para Aşk          | Недрет Денизер Кулоглу |
| 2015—2016 | с | Жизнь полна чудес                   | Hayat Mucizelere Gebe  | Эсма Темизюрек         |
| 2016—2018 | с | Любовь и Мави                       | Aşk ve Mavi            | Рефика Гёречки         |
| 2019      | с | Ферхат и Ширин                      | Ferhat ile Şirin       | Хайрие Каралы          |
| 2022—2023 | с | Я не могу вписаться в этот мир      | Ben Bu Cihana Sığmazam | Гюлендам Тюрк          |